# Adolf Hütter
Adolf Hütter, detto Adi (Hohenems, 11 febbraio 1970), è un allenatore di calcio ed ex calciatore austriaco di ruolo centrocampista, tecnico del Monaco.

## Carriera

### Giocatore
Da calciatore ha legato il suo nome soprattutto al Salisburgo, di cui ha vestito la maglia per un totale di nove stagioni, di cui sette consecutive. Con la squadra austriaca ha vinto tre campionati austriaci e tre supercoppe d'Austria. Tra il 1995 e il 1996 è stato convocato anche nella nazionale austriaca. Si è ritirato dal calcio giocato nel 2007 per via di un'infiammazione persistente al tendine d'achille.

### Allenatore

#### Club austriaci
Una volta lasciata la carriera da calciatore è diventato prima vice allenatore e poi allenatore delle giovanili del Salisburgo, per poi passare nel 2009 all'Altach in Erste Liga, a cui è rimasto legato fino all'esonero avvenuto in corso del campionato 2011-12. Nel 2012 passa al Grödig, che è riuscito a portare prima in Bundesliga, in seguito alla vittoria dell'Erste Liga 2012-2013, e dopo in UEFA Europa League 14-15, grazie al terzo posto maturato alla fine del campionato 2013-14. Grazie a tali risultati viene ingaggiato come allenatore della prima squadra del Salisburgo per la stagione 2014-15, con cui ha vinto un campionato austriaco e una coppa d'Austria.

#### Young Boys
Ad inizio settembre 2015 diventa l'allenatore della squadra svizzera dello Young Boys, che dopo due secondi posti consecutivi in Super League conduce alla vittoria del campionato 2017-2018.

#### Eintracht Francoforte
Il 22 maggio 2018 firma per l'Eintracht Francoforte nella bundesliga tedesca, esordendo sulla panchina del club in occasione della Supercoppa di Germania 2018, nella quale l'Eintracht viene sconfitto 5-0 dal Bayern Monaco. Nel corso della stagione 2018-19 porta il club tedesco a disputare la semifinale di UEFA Europa League 2018-19, perdendo la doppia sfida a favore del Chelsea, poi vincitore della competizione. Rimane alla guida dell'Eintracht fino alla fine della stagione 2020-2021.

#### Borussia M'gladbach
Il 13 aprile 2021 viene annunciato che a partire dal 1º luglio sarà l'allenatore del Borussia M'gladbach. Il 14 maggio 2022, a seguito di una stagione difficoltosa culminata con il decimo posto del club in Bundesliga 2021-22, rassegna le proprie dimissioni.

#### Monaco
Il 4 luglio 2023 firma un biennale con il Monaco, che conduce al secondo posto in Ligue 1 2023-24 a nove punti dal PSG, riportando così il Monaco in Champions League dopo un anno di assenza. In tale competizione il club monegasco supera la fase campionato in 17esima posizione, ritrovandosi così costretto ad affrontare gli spareggi per gli ottavi di finale, da cui uscirà sconfitto dal Benfica. In Ligue 1 2024-25 porta, invece, la squadra al 3º posto.

## Statistiche

### Statistiche da allenatore
Statistiche aggiornate al 17 maggio 2025. In grassetto le competizioni vinte.
| Stagione                     | Squadra                      | Campionato                   | Campionato | Campionato | Campionato | Campionato | Coppe nazionali | Coppe nazionali | Coppe nazionali | Coppe nazionali | Coppe nazionali | Coppe continentali | Coppe continentali | Coppe continentali | Coppe continentali | Coppe continentali | Altre coppe | Altre coppe | Altre coppe | Altre coppe | Altre coppe | Totale | Totale | Totale | Totale | % Vittorie | Piazzamento |
| Stagione                     | Squadra                      | Comp                         | G          | V          | N          | P          | Comp            | G               | V               | N               | P               | Comp               | G                  | V                  | N                  | P                  | Comp        | G           | V           | N           | P           | G      | V      | N      | P      | %          | Piazzamento |
| ---------------------------- | ---------------------------- | ---------------------------- | ---------- | ---------- | ---------- | ---------- | --------------- | --------------- | --------------- | --------------- | --------------- | ------------------ | ------------------ | ------------------ | ------------------ | ------------------ | ----------- | ----------- | ----------- | ----------- | ----------- | ------ | ------ | ------ | ------ | ---------- | ----------- |
| 2009-2010                    | Altach                       | EL                           | 33         | 20         | 6          | 7          | CA              | 1               | 0               | 0               | 1               | -                  | -                  | -                  | -                  | -                  | -           | -           | -           | -           | -           | 34     | 20     | 6      | 8      | 58,82      | 3º          |
| 2010-2011                    | Altach                       | EL                           | 36         | 22         | 8          | 6          | CA              | 3               | 2               | 0               | 1               | -                  | -                  | -                  | -                  | -                  | -           | -           | -           | -           | -           | 39     | 24     | 8      | 7      | 61,54      | 2º          |
| 2011-apr. 2012               | Altach                       | EL                           | 28         | 14         | 7          | 7          | CA              | 1               | 0               | 0               | 1               | -                  | -                  | -                  | -                  | -                  | -           | -           | -           | -           | -           | 29     | 14     | 7      | 8      | 48,28      | Eson.       |
| Totale Altach                | Totale Altach                | Totale Altach                | 97         | 56         | 21         | 20         |                 | 5               | 2               | 0               | 3               |                    | -                  | -                  | -                  | -                  |             | -           | -           | -           | -           | 102    | 58     | 21     | 23     | 56,86      |             |
| 2012-2013                    | Grödig                       | EL                           | 36         | 23         | 6          | 7          | CA              | 2               | 1               | 0               | 1               | -                  | -                  | -                  | -                  | -                  | -           | -           | -           | -           | -           | 38     | 24     | 6      | 8      | 63,16      | 1º (prom.)  |
| 2013-2014                    | Grödig                       | BL                           | 36         | 15         | 9          | 12         | CA              | 1               | 0               | 1               | 0               | -                  | -                  | -                  | -                  | -                  | -           | -           | -           | -           | -           | 37     | 15     | 10     | 12     | 40,54      | 3º          |
| Totale Grödig                | Totale Grödig                | Totale Grödig                | 72         | 38         | 15         | 19         |                 | 3               | 1               | 1               | 1               |                    | -                  | -                  | -                  | -                  |             | -           | -           | -           | -           | 75     | 39     | 16     | 20     | 52,00      |             |
| 2014-2015                    | Salisburgo                   | BL                           | 36         | 22         | 7          | 7          | CA              | 6               | 6               | 0               | 0               | UCL+UEL            | 4+8                | 2+5                | 0+1                | 2+2                | -           | -           | -           | -           | -           | 54     | 35     | 8      | 11     | 64,81      | 1º          |
| set. 2015-2016               | Young Boys                   | SL                           | 29         | 18         | 6          | 5          | CS              | 2               | 1               | 0               | 1               | UCL+UEL            | -                  | -                  | -                  | -                  | -           | -           | -           | -           | -           | 31     | 19     | 6      | 6      | 61,29      | Sub. 2º     |
| 2016-2017                    | Young Boys                   | SL                           | 36         | 20         | 9          | 7          | CS              | 4               | 3               | 1               | 0               | UCL+UEL            | 4+6                | 1+2                | 0+2                | 3+2                | -           | -           | -           | -           | -           | 50     | 26     | 12     | 12     | 52,00      | 2º          |
| 2017-2018                    | Young Boys                   | SL                           | 36         | 26         | 6          | 4          | CS              | 6               | 5               | 0               | 1               | UCL+UEL            | 4+6                | 1+1                | 0+3                | 3+2                | -           | -           | -           | -           | -           | 52     | 33     | 9      | 10     | 63,46      | 1º          |
| Totale Young Boys            | Totale Young Boys            | Totale Young Boys            | 101        | 64         | 21         | 16         |                 | 12              | 9               | 1               | 2               |                    | 20                 | 5                  | 5                  | 10                 |             | -           | -           | -           | -           | 133    | 78     | 27     | 28     | 58,65      |             |
| 2018-2019                    | Eintracht Francoforte        | BL                           | 34         | 15         | 9          | 10         | CG              | 1               | 0               | 0               | 1               | UEL                | 14                 | 9                  | 4                  | 1                  | SG          | 1           | 0           | 0           | 1           | 50     | 24     | 13     | 13     | 48,00      | 7º          |
| 2019-2020                    | Eintracht Francoforte        | BL                           | 34         | 13         | 6          | 15         | CG              | 5               | 4               | 0               | 1               | UEL                | 16                 | 9                  | 1                  | 6                  | -           | -           | -           | -           | -           | 55     | 26     | 7      | 22     | 47,27      | 9º          |
| 2020-2021                    | Eintracht Francoforte        | BL                           | 34         | 16         | 12         | 6          | CG              | 2               | 1               | 0               | 1               | -                  | -                  | -                  | -                  | -                  | -           | -           | -           | -           | -           | 36     | 17     | 12     | 7      | 47,22      | 5º          |
| Totale Eintracht Francoforte | Totale Eintracht Francoforte | Totale Eintracht Francoforte | 102        | 44         | 27         | 31         |                 | 8               | 5               | 0               | 3               |                    | 30                 | 18                 | 5                  | 7                  |             | 1           | 0           | 0           | 1           | 141    | 67     | 32     | 42     | 47,52      |             |
| 2021-2022                    | Borussia M'gladbach          | BL                           | 34         | 12         | 9          | 13         | CG              | 3               | 2               | 0               | 1               | -                  | -                  | -                  | -                  | -                  | -           | -           | -           | -           | -           | 37     | 14     | 9      | 14     | 37,84      | 10°         |
| 2023-2024                    | Monaco                       | L1                           | 34         | 20         | 7          | 7          | CF              | 3               | 1               | 1               | 1               | -                  | -                  | -                  | -                  | -                  | -           | -           | -           | -           | -           | 37     | 21     | 8      | 8      | 56,76      | 2º          |
| 2024-2025                    | Monaco                       | L1                           | 34         | 18         | 7          | 9          | CF              | 2               | 1               | 1               | 0               | UCL                | 10                 | 4                  | 2                  | 4                  | SF          | 1           | 0           | 0           | 1           | 47     | 23     | 10     | 14     | 48,94      | 3º          |
| Totale Monaco                | Totale Monaco                | Totale Monaco                | 68         | 38         | 14         | 16         |                 | 5               | 2               | 2               | 1               |                    | 10                 | 4                  | 2                  | 4                  |             | 1           | 0           | 0           | 1           | 84     | 44     | 18     | 22     | 52,38      |             |
| Totale carriera              | Totale carriera              | Totale carriera              | 510        | 274        | 114        | 122        |                 | 42              | 27              | 4               | 11              |                    | 72                 | 34                 | 13                 | 25                 |             | 2           | 0           | 0           | 2           | 626    | 335    | 131    | 160    | 53,51      |             |

## Palmarès

### Giocatore

#### Competizioni nazionali
- Campionato austriaco: 3

Salisburgo: 1993-1994, 1994-1995, 1996-1997
- Supercoppa d'Austria: 3

Salisburgo: 1994, 1995, 1997
- Coppa d'Austria: 1

Grazer AK: 2001-2002

### Allenatore

#### Competizioni nazionali
- Erste Liga: 1

Grödig: 2012-2013
- Coppa d'Austria: 1

Salisburgo: 2014-2015
- Campionato austriaco: 1

Salisburgo: 2014-2015
- Campionato svizzero: 1

Young Boys: 2017-2018